# Xora (Coirós)
Xora es una pequeña localidad española de la parroquia de Ois, municipio de Coirós, ubicada en la comarca de Betanzos, por la que pasa el Río Fervenzas.

## Situación
Las tierras de la aldea de Xora se sitúan entre la meseta lucense y las mariñas coruñesas. La autovía N-Vl (Madrid - La Coruña) cruzan Xora por uno de sus laterales, por ello está muy bien comunicada.

## Geografía
En Xora podemos encontrarnos una gran variedad de terrenos, desde faldas montañosas con gran cantidad de eucaliptos, pinos, carballos, castaños y nogales, hasta un valle escarbado por el Río Fervenzas, uno de los principales atractivos de la localidad, donde podemos encontrar una gran variedad de especies, como el abedul, el castaño o una gran cantidad de helechos diferentes. En definitiva, posee un terreno muy dispar, caracterizado por los desniveles del terreno.

## El río de los dos nombres
El Río Vexo o Fervenzas, denominado así por los múltiples saltos de agua que tiene, en los cuales el agua genera espuma y burbujas, como si el agua estuviera hirviendo (Ferver en gallego). 

### La Ruta
El Río Fervenzas también posee una agradable ruta en forma circular, en la que se pueden admirar unas increíbles vistas, así como la vegetación de ribera y antiguos molinos usados antaño para la labranza. 

## Fauna
Se pueden encontrar truchas (Río), nutrias (Ribera), zapateros (Río), libélulas (Ribera), ranas (Ribera), caracoles (Todo el paraje), arañas (Todo el paraje), Corzos (Todo el paraje), águilas (montañas), etc...
En cuanto a animales domésticos destacan; la vaca rubia gallega, ovejas, cabras, gallos, gallinas, patos y burros.